# Moritz Balthasar Borkhausen
Moritz Balthasar Borkhausen (Gießen, 3 de desembre de 1760 - Darmstadt, 30 de novembre de 1806) va ser un forester i botànic alemany.
Va néixer el 3 de desembre del 1760, fill d'un capità francès originari d'Alsàcia. Va estudiar dret a l'escola superior del seu poble natal i aviat va interessar-se a les ciències naturals. El 1781 va treballar com a professor particular a Gladenbach, a can Krebs. Allà va trobar-se amb el pomòleg Diehl i el forester Hartig que van ajudar-lo amb les seves col·leccions.

## Obres
- Naturgeschichte der europäischen Schmetterlinge nach systematischer Ordnung. 5 volums, 1788–1794.
- Versuch einer Erklärung der zoologischen Terminologie. Frankfurt 1790
- Versuch einer forstbotanischen Beschreibung der in den Hessen-Darmstädtischen Landen, bes. in der Obergrafschaft Catzenellenbogen im Freien wachsenden Holzarten : für Forstbediente zur Selbstbelehrung.  Frankfurt del Main: Varrentrap & Wenner, 1790.
- Tentamen dispositionis plantarum Germaniae seminiferarum secundum novum methodum a staminum situ et proportione. 1792
- Botanisches Wörterbuch. Gießen 1797, 2 volums
- Theoretisch-praktisches Handbuch der Forstbotanik und Forsttechnologie. Giessen 1800–1803, 2 volums
- Borkhausen, Moritz Balthasar; von Günderrode, Friedrich Justinian. Die Pflaumen. 6 volums, 1804–1808. (Les prunes)
- Deutsche Ornithologie oder Naturgeschichte aller Vögel Deutschlands, 1810.